# ムウス砂漠
ムウス砂漠（モンゴル語: ᠮᠠᠭᠤ ᠤᠰᠤ magu usu オルドス・モンゴル語: [mʊː ʊsʊ̆] 「悪い（不足した）水」）、別名毛烏素砂漠（）は、中華人民共和国北西部の内モンゴル自治区にあるオルドス高原北部に位置する砂漠である。その南東端は明の万里の長城によって横断され、オルドス砂漠の南部を形成する。流路が定まらない無定河がこの地域を流れ、その後黄河のオルドス・ループに合流する。

## 境界線
オルドス砂漠の始まりとムウス砂漠の終わりがどこにあるのかについては諸説がある。
オルドスは2つの亜砂漠、北東部のクブチ砂漠と南部のムウス砂漠から構成される。北部は別の名前で呼ばれることがある。例えば、ジュリア・ラヴェルの著書『万里の長城：世界に対する中国、紀元前1000年-西暦2000年』の地図では、黄河の南に位置する内モンゴル自治区の一部にのみオルドス砂漠が示されている。以下に引用するいくつかの研究論文では、ムウス砂漠は陝西省と甘粛省の一部を含むと主張している。複数の情報源に基づいて、この地域の明確な境界線がまだ必要である。
中国中北部のムウス砂漠は、北緯37度30分から39度20分、東経107度20分から111度30分に位置し、48,288km2を覆う。オルドス高原の一部として、標高は1,000mから1,300mの範囲である（一部の南東部の谷では950mまで低く、北西部では1,400mから1,600mに達する）。典型的なステップ気候と砂漠気候の移行帯にある中国の12の砂地帯のうち、唯一のものである。半乾燥の大陸性気候は、土壌を風の浸食にさらす。

## 地理

### 地質
ムウス砂漠はオルドス高原の一部を形成し、黄土高原の沖積平野の一部を含む凹面の床を持つ。この地域で露出した砂は、白亜紀の赤色および灰色の砂岩に由来する。第四紀の堆積物には、風によって容易に移動するさまざまな種類の砂が含まれる。万里の長城（下記参照）の南では、主に移動する砂によって引き起こされた植生の損傷により、砂の砂丘がより頻繁になる。砂丘間の地域では、地下水が地表から1〜3メートルの比較的浅い深さに存在する。

### 気候
年間平均気温は6.0〜8.5℃である。年間平均降水量は250〜400mmで、その大部分は夏に降る。

### 歴史
1978年のサラウス川地域の研究では、ムウス砂漠地域のサラウス川の地層が区分された。これは、先史時代の気候が温暖で湿潤であり、多数の川や湖があったが、後期更新世の初期段階では植物や野生生物が限られていたことを示唆している。後期更新世の後期段階では、気候は乾燥して寒くなり、風成砂が蓄積し始めた。完新世の初期には、気候は再び温暖で湿潤になり、湿地堆積物のある湖が形成された。その後、気候は再び乾燥して寒くなり、半乾燥のステップ景観が形成された。これらの気候変動は、北半球の氷河期と間氷期によって引き起こされた。ムウス砂漠は、移動砂の形成や砂丘の固定と減少など、一連の変化を経験した。
紀元前218年という早い時期に、放牧は地元の人々の主な生活様式であった。ムウス砂漠は、牧畜地と農地の両方が共存する移行帯に位置する。
リモートセンシングデータに基づくと、放牧地は総バイオマスと放牧動物数の両方で増加を経験している。砂漠化を制限するために取られた積極的な措置は、植生被覆の増加と風食の可能性の低下をもたらした。バイオマスの増加は、放牧と農地生産の両方の増加をもたらした。耕作地は1978年から1996年までに5倍に増加した。草原は、現在の高レベルの放牧圧の下で繁栄しているように見える。

### 砂漠化
1950年代から1990年代までの35年間で、その景観は大きく変化した。砂漠のほとんどで砂漠化が急速に進み、草原を飲み込んだが、東部と南部の周辺地域はいくらか回復した。1990年代後半までに、移動砂漠と半固定砂漠はムウス砂漠の45％と21％を覆い、固定砂漠は砂漠全体の7.2％減少した。砂漠化は、農地と牧草地の東部および南部地域よりも、中部および北西部の牧草地地域ではるかに深刻であった。過剰利用、過放牧、過剰伐採が砂漠化の主な原因であった。一方、森林地帯は1965年から2010年の間に増加した。緑化政策の結果、2000年以降、耕作地の面積は減少した。

### 生態系の回復
砂漠化した土地を回復するために、ドンらは、1982年に「現在の非合理的な人間の活動」と呼んで、持続不可能な土地管理慣行を放棄し、気候変動が自然環境にどのように影響するかをよりよく理解することを推奨した。これらの著者は、人間と環境の両方のニーズを満たすために、人間の活動を慎重に管理する必要があると示唆した。
1949年以降、中国政府は砂の安定化、灌漑開発、植林、土壌改良、砂漠の転換など、さまざまな生態系回復プロジェクトを実施し、目覚ましい成果を上げた。
2017年の調査では、砂漠化は抑制されたが、草原の開墾と地下水消費の結果として、将来的に新たな砂漠化のリスクがまだあることが示された。

## 万里の長城
紀元前453年という早い時期に、義渠の人々はムウス砂漠の南部地域に二重の壁を築き、最北端の中国の州から身を守った。これらの州のうち、秦王朝もこの地域で壁の建設を行ったと報告されている。後年、秦はこの地域全体を支配し、壁を築いた。紀元前129年、漢王朝はこの地域の支配権を獲得し、壁を強化したが、西暦45年にはまだ支配権を維持するために抗争した。後年、明王朝時代に、万里の長城が延長されこの地域を横断した。